# 阪急電鐵1300系電聯車 (2代)
阪急電鐵1300系電聯車（日语：／ Hankyū dentetsu 1300-kei densha）是阪急電鐵使用的通勤型電聯車，並且在京都本線上進行運轉。1300系於2013年6月6日宣布引進，並於2014年3月開始在京都本線上投入使用。
本型車繼承阪急電鐵9000系與9300系電聯車的設計理念，並且與阪急電鐵1000系電聯車皆以「為所有乘客打造舒適的移動空間」和「進一步提升環保性能」為理念進行製造。本型車的車廂內部照明、前照燈等所有照明設備均採用LED燈，與阪急電鐵現有的電車相比減少約50%的能源消耗。而本型車也是該線自1985年引入阪急電鐵8300系電聯車後，能駛入至大阪地下鐵堺筋線的新型電車。